# Hästspårvägen i Haag

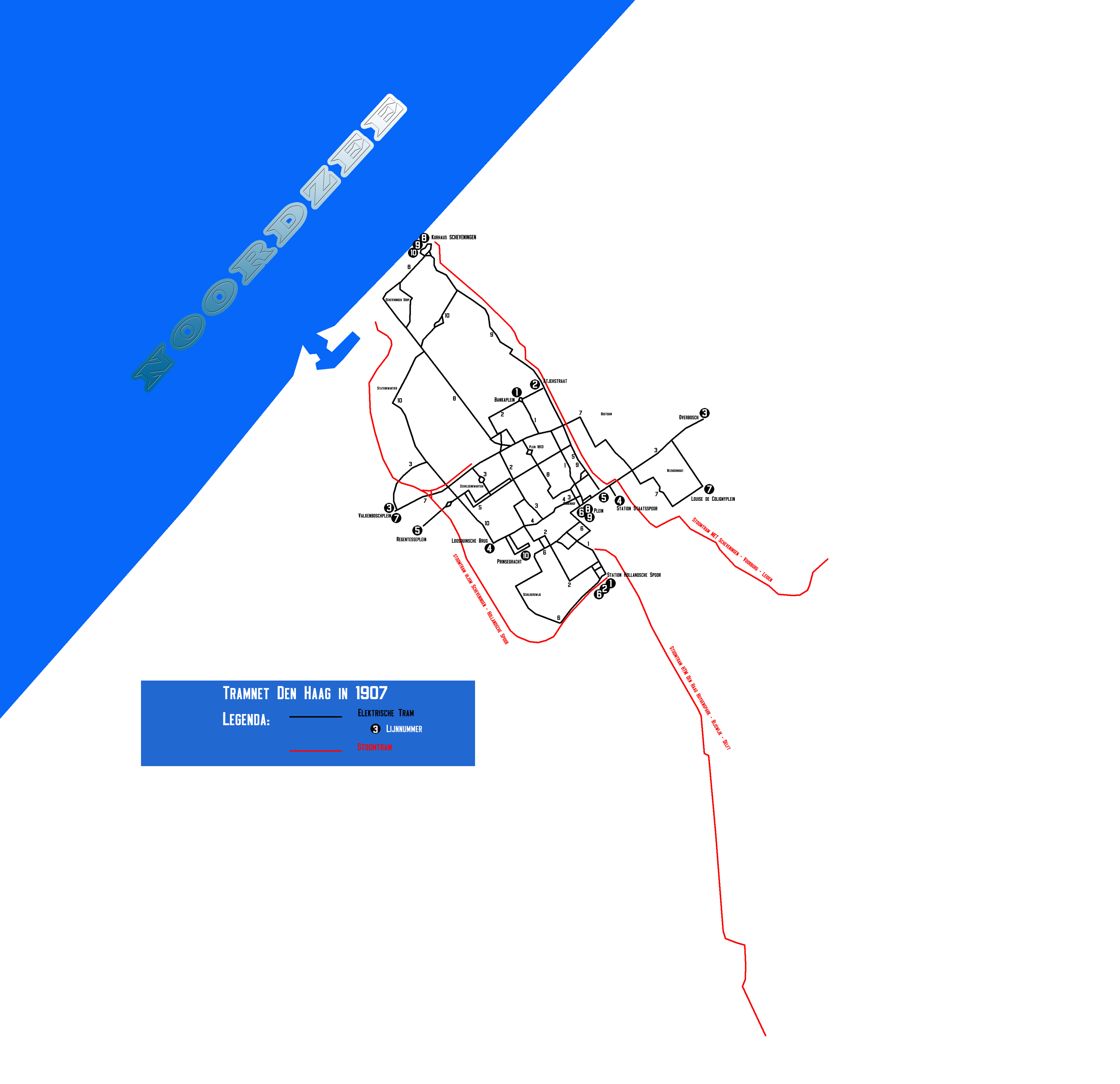
Spårvägsnät i Haag 1907. Linjer i rött är ångspårvägslinjer. Haags stadscentrum ligger i kartans mitt, och Schevingen ligger till väster i övre delen.

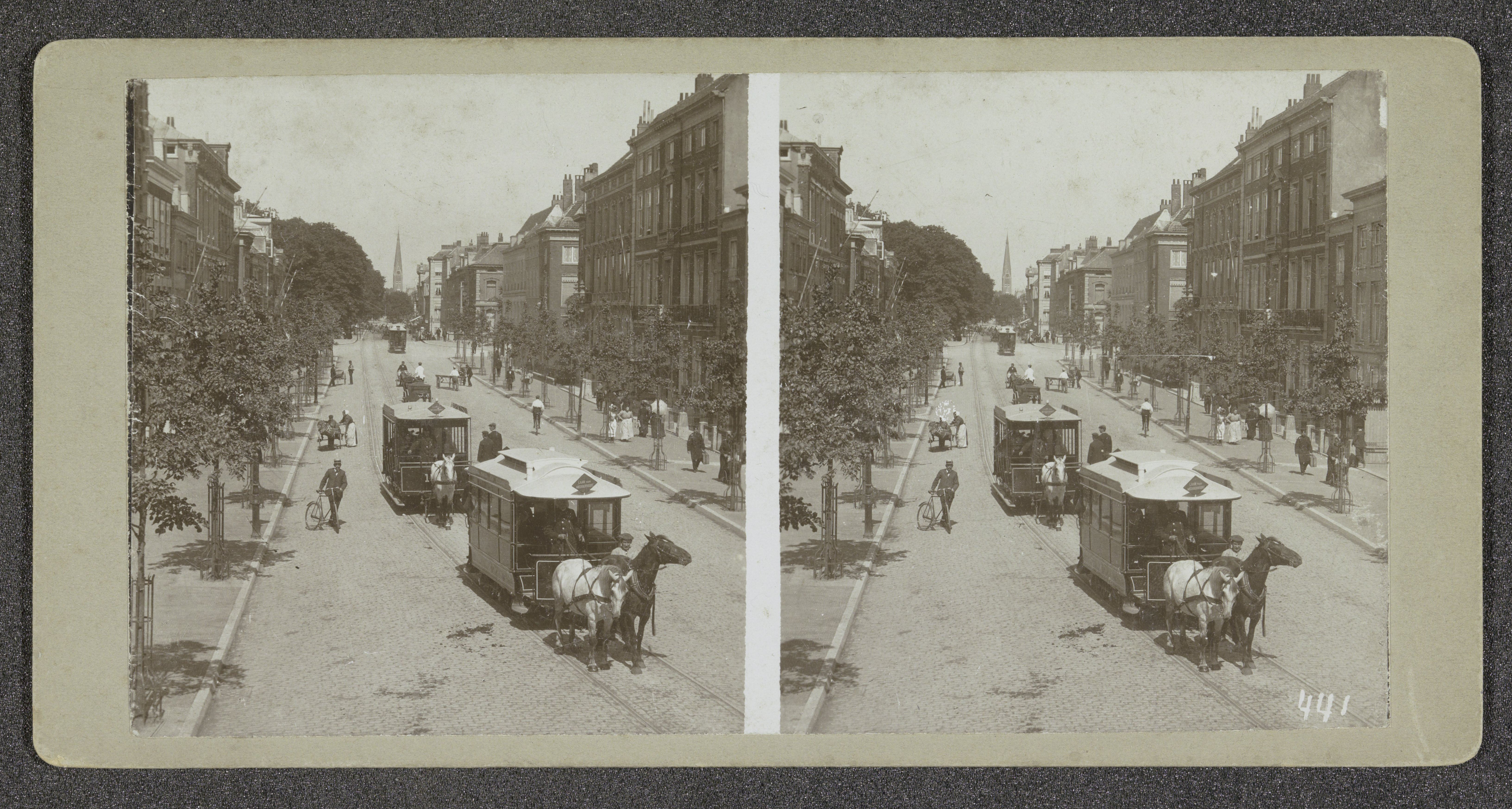
Hästspårvagnar i Scheveningen, okänt datum

Hästspårvägen i Haag var den första spårvägen i Nederländerna med linjen Haags centrum–Scheveningen, som invigdes den 25 juni 1864. Den fick beteckningen Linje E ("röda linjen") och gick på Oude Scheveningseweg till havsbadet Scheveningen Badhuis, med depå och häststall på Badhuisplein. Spårvidden var 1520 millimeter. Linjen var enkelspårig och drevs bara på sommarmånaderna. Strax efteråt började trafik också på Linje F ("svarta linjen") mellan Badhuis och Kneuterdijk.
Spårvägen anlades av det privata, brittiskägda The Dutch Tramway Company och drevs med tio hästspårvagnar, där passagerare också kunde sitta på taket. Företaget gick i konkurs 1866. Nederländska investerare bildade därefter 1867 NV Haagsche Tramway-Maatschappij, men inte heller detta företag lyckades få driften lönsam. Det såldes till det belgiska företaget Société Anonyme des Tramways de La Haye, vilket fick koncession för att driva flera linjer och byggde ut spårvagnsförbindelserna till de två järnvägsstationerna i Haags centrum: Station Den Haag Hollands Spoor och Den Haag Rijnspoor (senare Den Haag Staatsspoor, idag Haags centralstation). 
Det 1887 grundade NV Haagsche Tramweg-Maatschappij (HTM), med nederländskt kapital, övertog samma år verksamheten från Société Anonyme des Tramways de La Haye och hade koncessionen till 1927. I hästspårvägsnätet fanns 1887 sex spårvagnslinjer, varav en interurbanspårvägslinje till Delft. Denna linje omvandlades till ångspårvagnslinje samma år. HTM experimenterade också med elektrisk dragkraft och körde somrarna 1890–1904 med batteridrivna spårvagnar på en av de hästdragna spårvagnslinjerna till Scheveningen. Dessa spårvagnar hade första och andra klass och en högsta hastighet på 20 kilometer i timmen. 
Bolaget begärde 1895 hos staden Haag att få konvertera till eldrift med luftledningar. Tillstånd gavs först 1904 av stadsfullmäktige, vilket följdes av en ny koncession för HTM att driva spårvägen till 1926, men med staden som ägare av infrastrukturen. Samma år infördes eldrift med luftledning på den linje till Kurhaus, som tidigare haft batteridrift (omdöpt till linje 9), och 1905 på linje E (omdöpt till linje 8).
Den sista hästspårvagnen i Haag körde den 4 mars 1907. 